# Senator Lines
Die Senator Lines GmbH, bis 1994 Senator Linie GmbH & Co. KG, war ein von 1987 bis 2009 bestehendes Schifffahrtsunternehmen mit Sitz in Bremen.

## Unternehmen
Das Hauptgeschäftsfeld der Reederei Senator Lines war die Liniencontainerschifffahrt. Das Unternehmen betrieb Befrachtung, Besatzungs- und technisches Schiffsmanagement und die Planung von einzucharternden Schiffsneubauten, über eigene Schiffe verfügte die Reederei jedoch nie.
Das Unternehmen wurde 1987 als Tochterunternehmen des Bremer Vulkan gegründet und begann ab April 1987 einen „Round-the World-Service“ mit 14-täglichen Abfahrten. Nach der Deutschen Wiedervereinigung fand ab Januar 1990 zunächst eine Zusammenarbeit mit der ostdeutschen Linienreederei DSR statt, aus der im Juni 1990 mit Beitritt der südkoreanischen Reederei Cho Yang Line das TRICON-Konsortium hervorging. Die bestehenden Containerliniendienste der drei Reedereien wurden zusammengelegt und koordiniert. Die Zusammenarbeit zwischen DSR und Senator mündete 1994 in einen Zusammenschluss der beiden Unternehmen unter dem Namen DSR-Senator Lines Holding GmbH, bei dem die Deutsche Seereederei Holding und der Bremer Vulkan jeweils 50 Prozent der Gesellschaftsanteile hielten. Im selben Jahr traten die französische Compagnie Maritime d`Affretement (CMA) und die belgische CAST Container Line dem TRICON-Konsortium bei. Drei Jahre darauf befand sich DSR-Senator in finanzieller Schieflage, woraufhin die südkoreanische Reederei Hanjin Shipping 1997 die Anteilsmehrheit (80 %) der Senator Linie übernahm (weitere 10 % lagen jeweils bei der Bremer Investitionsgesellschaft BiG und der Hamburger Reederei F. Laeisz). Mit Stand 1. Januar 1995 gehörte die Deutsche Seereederei Rostock als „DSR Senator Lines Holding GmbH“ zusammen mit der REEDEREI NSB GmbH aus Buxtehude kurzzeitig auch zum Bereich „Beteiligungen“ des maritimen Mischkonzerns Bremer Vulkan. Das TRICON-„Round-the World-Service“-Konzept wurde nach der Übernahme aufgegeben und durch Pendulum-Dienste ersetzt. Im Jahr 2000 wurde eine Umfirmierung auf den Namen Senator Lines beschlossen.
Ab 2004 richtete sich das Unternehmen verstärkt auf Dienste zwischen Europa und Asien aus. Auf der Relation Nordeuropa–Asien unterhielt man im Jahr 2007 fünf Dienste mit 49 Schiffen, deren Stellplatzkapazitäten von 4500 bis 9500 TEU reichte. Zwischen dem Mittelmeer und Asien waren 36 Schiffe der Größe zwischen 2200 und 5500 TEU in Fahrt. Daneben waren acht Schiffe mit Stellplatzkapazitäten von 950 bis 1500 TEU auf der Route zwischen dem Mittelmeer und Montreal in Kanada beschäftigt, sechs Schiffe mit durchschnittlich 2600 TEU waren zwischen Europa und den Häfen der südamerikanischen Ostküste eingesetzt und weitere vier Schiffe mit durchschnittlich 1600 TEU fuhren auf der Route zwischen Nordeuropa und dem Mittelmeer.
Schiffe mit dem Schriftzug „DSR – SENATOR“ an der Bordwand waren Schiffe der Reederei NSB Niederelbe Schiffahrtsgesellschaft sowie der Reederei F. Laeisz; sie sind in der Literatur dokumentiert auch per Federzeichnung und wurden als Containerschiffe im deutschen Management mit Stand 2004 in einer illustrierten Flottenliste als Buch mit Schiffsliste und Federzeichnungen veröffentlicht.
Im Zuge der Schifffahrtskrise ab 2008 stellte Senator Lines zum Ende Februar 2009 den Geschäftsbetrieb ein, die zuletzt 171 Mitarbeiter in Bremen wurden nicht vom Mutterkonzern Hanjin übernommen.